# 朗厄蘭市鎮
朗厄蘭市鎮（丹麥語：Langeland Kommune）是丹麥的一個市鎮，位於菲英島東南的朗厄蘭島上，隔朗厄蘭海峽與洛蘭島相望，屬南丹麥大區。面積291.21平方公里，2009年人口13,563人。行政中心为魯茲克賓。